# Оболенский, Дмитрий Александрович
Князь Дми́трий Алекса́ндрович Оболе́нский (26 октября (7 ноября) 1822 — 22 января (3 февраля) 1881) — русский государственный деятель эпохи «великих реформ», действительный тайный советник, статс-секретарь .

## Биография
Сын князя Александра Петровича Оболенского. Окончил курс в Училище правоведения. В 1848 г. познакомился с Гоголем, который читал ему второй том «Мёртвых душ» (впоследствии уничтоженный). Поддерживал дружественные отношения и переписывался с И. С. Аксаковым и другими ведущими славянофилами, хотя взглядов их не разделял. Участвовал в посмертном издании сочинений Гоголя.
Во время службы в морском министерстве (с 1853) примкнул к либеральному кружку «константиновцев», вёл борьбу с злоупотреблениями. Составил свод уставов комиссариатского и провиантского. Подобно многим современникам, пришёл к мысли о необходимости коренных преобразований российского общества. В кружке Елены Павловны близко сошёлся с Н. А. Милютиным — идеологом крестьянской реформы.
В 1862 году председательствовал в комиссии по выработке нового закона о печати. Затем проводил реформы в министерстве финансов. В качестве директора департамента внешней торговли отвечал за пересмотр системы таможенных сборов. В 1867 году временно исполнял обязанности министра финансов.
В 1870 году перешёл на работу в Министерство государственных имуществ в качестве товарища (заместителя) министра. Когда в 1872 году стало ясно, что поста министра он не получит, вышел в почётную отставку с назначением в члены Государственного совета и сенаторы.
Скончался 22 января (3 февраля) 1881 года в Санкт-Петербурге от воспаления легких. Похоронен на Тихвинском кладбище Александро-Невской лавры.

## Сочинения
С 30-летнего возраста (с большими перерывами) вёл дневник, или скорее «смешение дневниковых записей и заметок, рассуждений, документов». Рукопись, сохранённая его правнуком А. П. Гагариным, была опубликована в 4-х томах в 2005 году.
Также Д. А. Оболенский помещал статьи по специальным вопросам в «Морском сборнике», сотрудничал в «Русской старине» и «Русском архиве». В 1876 г. издал книгу «Хроника недавней старины. Из архива князя Оболенского-Нелединского-Мелецкого».

## Семья

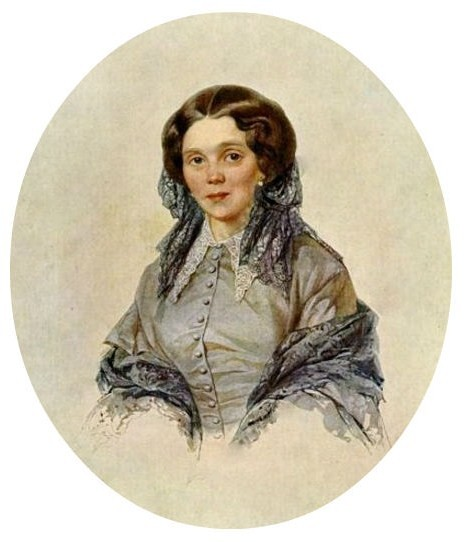
Дарья Петровна Оболенская

Жена (с 1846 года) — княжна Дарья Петровна Трубецкая (1823—08.01.1906), фрейлина двора, дочь князя Петра Петровича Трубецкого от брака с Елизаветой Николаевной Бахметевой. Состояла попечительницей петербургского Александро-Невского приюта княгинь Белосельских-Белозерских. За свою деятельность была пожалована в кавалерственные дамы Ордена Св. Екатерины малого креста (28.03.1904). Умерла в Петербурге от старческой лимфомы, похоронена в Александро-Невской лавре.
По словам современника, княгиня Оболенская была женщиной оригинальной: смесь самых лучших побуждений и христианских поступков с поразительным легкомыслием и светской пустотой. В семье мужа её называли «горькой долей брата Дмитрия», намекая на то, что она не сумела создать семейного очага; гоняясь за светским успехом и богатством, некоторых своих детей она раздала своим близким родственникам, от которых они впоследствии и унаследовали состояния. Жила в Петербурге, сначала на Сергиевской ул., затем на  Невском проспекте. Двери её дома были постоянно открыты в любое время не только для родных, но и для всех друзей и просто знакомых. По словам родственника, особенно славились её традиционные воскресные завтраки. У неё можно было встретить и влиятельного министра, и какого-нибудь совершенно скромного деревенского соседа, причем ко всем княгиня проявляла одинаково ласковое отношение. И министры держали себя у неё просто и скромно.
 Дети:
- Александр (1847—1917), член Гос. Совета, женат на Анне Александровне Половцевой (1861—1917);
- Варвара (1848—1927), супруга воронежского губернатора Михаила Михайловича Бибикова (1848-1918). По словам современника, была «звездой самой первой величины в петербургском свете, никто не вальсировал так художественно, как она, и никто с такой изысканной простотой не поддерживал беседу с безразличными людьми»[11]. Умерла в Париже.
- Елизавета (1854—1921), фрейлина, супруга егермейстера Николая Ивановича Новосильцева (1849—1916); обладала чудным контральто.
- Алексей (1855—1933), член Государственного Совета, женат на светлейшей княжне Елизавете Николаевне Салтыковой (1868—1957), сестре И. Н. Салтыкова;
- Николай (1860—23.12.1912[12]) — генерал-майор Свиты (1904);
- Мария (1864—1946), супруга князя Андрея Григорьевича Гагарина (1855—1920), в 1934 году эмигрировала, жила в Америке, мемуаристка.